# Sjöförtjänstorden (Spanien)

Storkorset - röd dekoration.

Sjöförtjänstorden (spanska: Cruces del Mérito Naval) är en spansk orden i fyra klasser instiftad den 3 augusti 1866 av drottning Isabella II. Den är Spaniens militära utmärkelse för tapperhet eller merit i krig eller fred. Den tilldelas medlemmar av den spanska flottan, Guardia Civil eller civila.